# Episodi di Franklin & Bash (seconda stagione)
La seconda stagione della serie televisiva Franklin & Bash è stata trasmessa in prima visione negli Stati Uniti d'America dall'emittente via cavo TNT dal 5 giugno al 14 agosto 2012.
In Italia è andata in onda in prima visione sul canale satellitare Sky Atlantic dal 18 luglio al 15 agosto 2015.
| nº | Titolo originale        | Titolo italiano | Prima TV USA   | Prima TV Italia |
| -- | ----------------------- | --------------- | -------------- | --------------- |
| 1  | Strange Brew            |                 | 5 giugno 2012  | 18 luglio 2015  |
| 2  | Viper                   |                 | 12 giugno 2012 | 18 luglio 2015  |
| 3  | Jango and Rossi         |                 | 19 giugno 2012 | 25 luglio 2015  |
| 4  | For Those About to Rock |                 | 26 giugno 2012 | 25 luglio 2015  |
| 5  | L'affaire De La Coeur   |                 | 3 luglio 2012  | 1º agosto 2015  |
| 6  | Voir Dire               |                 | 10 luglio 2012 | 1º agosto 2015  |
| 7  | Summer Girls            |                 | 17 luglio 2012 | 8 agosto 2015   |
| 8  | Last Dance              |                 | 24 luglio 2012 | 8 agosto 2015   |
| 9  | Waiting on a Friend     |                 | 31 luglio 2012 | 15 agosto 2015  |
| 10 | 650 to SLC              |                 | 14 agosto 2012 | 15 agosto 2015  |